# ...Stop
...Stop è il quattordicesimo album dei Pooh pubblicato nel settembre del 1980; ne sottolinea il volto rock.

## Il disco
La scelta rockeggiante degli arrangiamenti è già evidente nel singolo uscito in precedenza, Canterò per te, la cui musica è composta da Dodi Battaglia (fatto insolito per un singolo dei Pooh).
La copertina del disco, disegnata in un vistoso giallo, riproduce i Pooh in una scena metropolitana sommersa dai grattacieli. Sono occupati nel tentativo utopico di fermare il tempo, rappresentato nel disegno da un metronomo. Questo elemento decorativo venne utilizzato nella scenografia dei concerti successivi all'uscita del disco.
L'album riporta quasi fotograficamente, delle scene per lo più di carattere urbano e dal testo di sapore quasi sempre romantico (Vienna, Stagione di vento, Quasi città, Aria di mezzanotte). Per la prima volta, Red partecipa alla stesura musicale di due brani nello stesso disco.
Completamente in opposizione agli altri brani, tutti rockeggianti, si trova la malinconica canzone Ali per guardare, occhi per volare: posto alla fine della prima facciata del disco, il brano è realizzato quasi senza percussioni; prevede invece il ritorno dell'orchestra di Gianfranco Monaldi, che tanto aveva contribuito al successo dei Pooh nella prima metà degli anni settanta.
Come di consueto in questo periodo discografico dei Pooh, completa l'album un brano prog rock di soggetto storico-leggendario: viene descritta la spietata colonizzazione del Sudamerica da parte dei Conquistadores nel XVI secolo. La canzone narra l'episodio dell'uccisione di un Inca; pare raccolga le impressioni di Valerio Negrini avute durante un viaggio in Perù.

## Brani
1. Caro me stesso mio (Facchinetti-Negrini) - 3'39"  Voce principale: Roby
2. Stagione di vento (Facchinetti-Negrini) - 4'18"  Voce principale: Dodi e Roby
3. Numero Uno (Facchinetti-D'Orazio) - 4'11"  Voce principale: Red
4. Vienna (Battaglia-Negrini) - 3'46"  Voce principale: Dodi
5. Ali per guardare, occhi per volare (Facchinetti-Negrini) - 2'55"  Voce principale: Roby
6. Canterò per te (Battaglia-Negrini) - 3'51"  Voce principale: Corale
7. Aria di mezzanotte (Facchinetti-Canzian-D'Orazio) - 4'04" Voce principale: Dodi e Roby
8. Quasi città (Facchinetti-Negrini) - 4'07"  Voce principale: Roby
9. Gatto di strada (Canzian-Negrini) - 4'12"  Voce principale: Red
10. Inca (Facchinetti-Negrini) - 4'40"  Voce principale: Roby

## Formazione
- Roby Facchinetti - voce, pianoforte, tastiera
- Dodi Battaglia - voce, chitarra
- Stefano D'Orazio - voce, batteria, percussioni, flauto traverso
- Red Canzian - voce, basso, violoncello

Partecipano inoltre Gianfranco Monaldi agli arrangiamenti e Franz Di Cioccio, tamburello nel brano  Caro me stesso mio. Una partecipazione di Antonello Venditti come voce solista nell'esecuzione di Numero uno non andò in porto.

## Singolo
- Canterò per te/Stagione di vento